# New Holland Agriculture
New Holland Agriculture er er en italiensk global producent og mærke af jordbrugsmaskiner og traktorer. Virksomheden er et datterselskab til CNH Industrial. New Holland produkter omfatter traktorer, mejetærskere, høstudstyr m.v. 

## Historie
Det oprindelige "New Holland Machine Company" blev grundlagt i 1895 i New Holland i Pennsylvania. Selskabet blev i 1970'erne købte af Sperry Corporation og senere af Ford Motor Company i 1986, hvorefter Fiat overtog selskabet i 1991. I 1999 blev New Holland udskilt til CNH Industrial, et børsnoteret selskab på NYSE, hvori Fiat har majoriteten. 
| Firma | Spire Denne artikel om et firma eller en virksomhed i USA er en spire som bør udbygges. Du er velkommen til at hjælpe Wikipedia ved at udvide den. |